# Ammophila rubiginosa
Ammophila rubiginosa är en biart som beskrevs av Lepeletier de Saint Fargeau 1845. Ammophila rubiginosa ingår i släktet Ammophila och familjen grävsteklar. Inga underarter finns listade i Catalogue of Life.